# Gattschina
Gattschina (russisch Га́тчина, finnisch Hatsina) ist eine Stadt im Gattschinski rajon und seit 2021 die Hauptstadt der russischen Oblast Leningrad. Es liegt 45 Kilometer südlich von Sankt Petersburg an der Europastraße 95 und der Bahnlinie nach Pskow. Die Einwohnerzahl beträgt 91.719 (Stand 1. Januar 2024). Die Stadt hat vor allem durch ihr Schloss, das zeitweise Zarenresidenz war, Berühmtheit erlangt.

## Geschichte

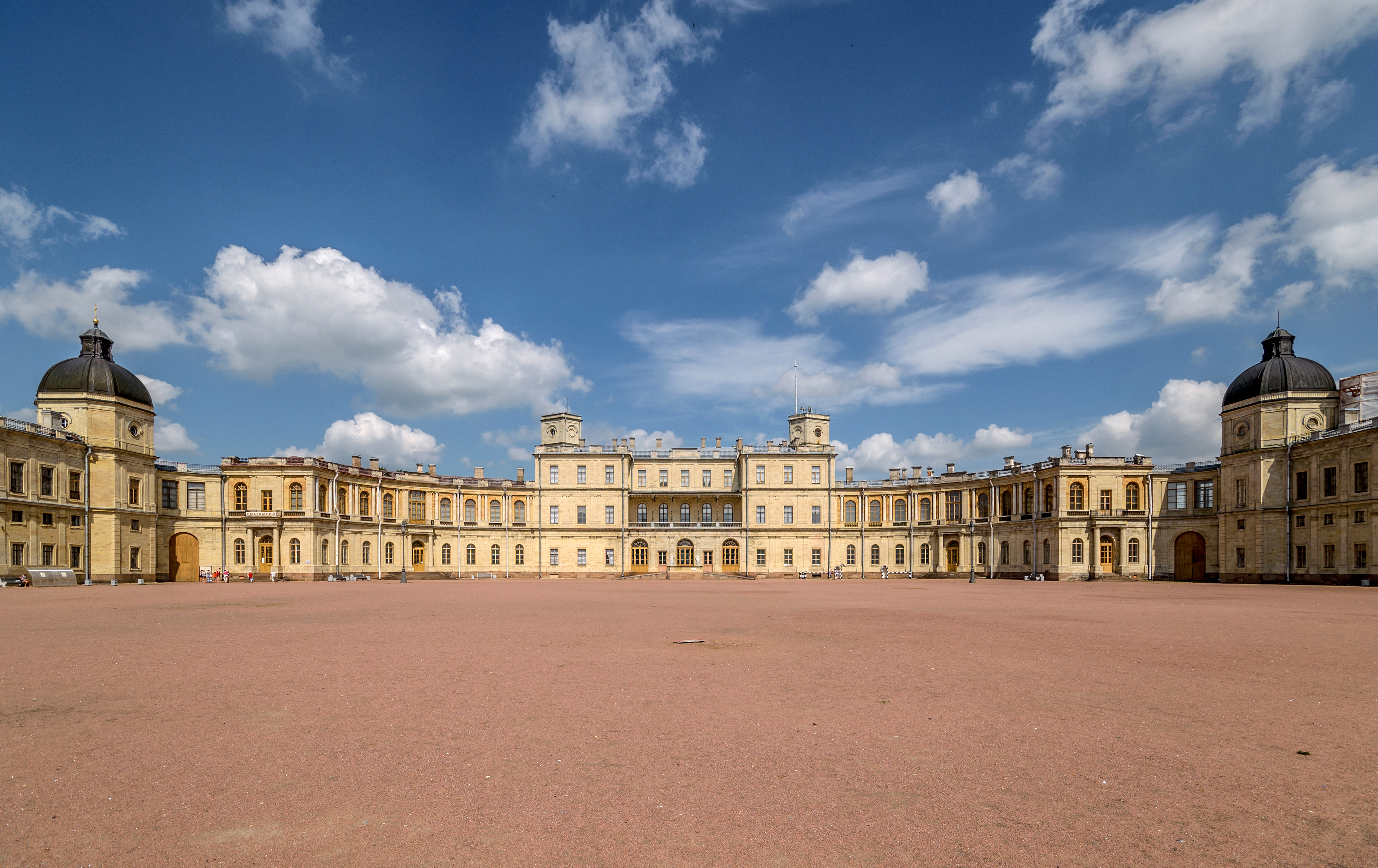
Schloss Gattschina

Gattschina wurde erstmals 1499 erwähnt; ursprünglich gehörte der Ort zu Nowgorod, mit dessen Unterwerfung 1478 kam auch Gattschina ans Großfürstentum Moskau. Wie das gesamte Ingermanland gehörte Gattschina von 1583 bis 1595 sowie von 1617 bis 1721 (Frieden von Nystad) zu Schweden. Peter der Große, Kaiser des neuen Russischen Reiches, schenkte Gattschina seiner Schwester Natalja. 1765 gab Kaiserin Katharina die Große Gattschina an ihren Favoriten, Graf Grigori Grigorjewitsch Orlow, der hier das Schloss Gattschina errichten ließ. Der letzte russische Kaiser, Nikolaus II., verbrachte seine Jugend hier; nach seiner Abdankung 1917 wurde er in Gattschina zeitweise unter Hausarrest gestellt.
Über die Petersburg-Warschauer Eisenbahn erhielt Gattschina 1858 eine Verbindung mit der Hauptstadt. Die Gesamtstrecke bis Warschau wurde 1862 eröffnet.
1923 wurde die Stadt nach dem Revolutionär Leo Trotzki in Trozk (Троцк) umbenannt. Nachdem Trotzki in Ungnade gefallen war, erfolgte 1929 eine weitere Umbenennung in Krasnogwardeisk (Красногвардейск; von Krasnaja Gwardija, russisch für Rote Garde), ehe die Stadt 1944 wieder ihren alten Namen Gattschina erhielt.
Kurze Zeit nach Beginn des Deutsch-Sowjetischen Kriegs am 22. Juni 1941 wurde Gattschina von Truppen der Wehrmacht besetzt. Von 1942 bis 1944 nannten die deutschen Besatzungsbehörden die Stadt Lindemannstadt, zu Ehren des Oberbefehlshabers der 18. Armee, Georg Lindemann. Im Zuge der Leningrad-Nowgoroder Operation eroberte die Rote Armee Anfang 1944 den Ort zurück.

### Bevölkerungsentwicklung
| Jahr | Einwohner |
| ---- | --------- |
| 1897 | 14.824    |
| 1939 | 38.201    |
| 1959 | 36.725    |
| 1970 | 63.292    |
| 1979 | 75.153    |
| 1989 | 79.714    |
| 2002 | 88.420    |
| 2010 | 92.937    |

Anmerkung: Volkszählungsdaten

## Söhne und Töchter der Stadt
- Paul Friedrich von Benckendorff (1784–1841), Gouverneur des Gouvernement Estland von 1833 bis 1841
- Andrei Stackenschneider (1802–1865), Architekt
- Pjotr Tschichatschow (1812–1890), Forschungsreisender
- Michail Tschigorin (1850–1908), Schachspieler
- Fjodor Wassiljew (1850–1873), Maler
- Michail Ippolitow-Iwanow (1859–1935), Komponist und Dirigent
- Michail von Doliwo-Dobrowolski (1862–1919), Ingenieur
- Modest Iwanow (1875–1942), erster sowjetischer Admiral
- Jan Zachwatowicz (1900–1983), polnischer Architekt
- Marija Bulyginskaja (1928–2019), Zoologin
- Heinz Valk (* 1936), estnischer Künstler und Politiker
- Anastassija Russkich (* 1983), Badmintonspielerin
- Jelisaweta Demirowa (* 1987), Sprinterin
- Irina Chlebko (* 1990), Badmintonspielerin
- Daniil Lintschewski (* 1990), Schachspieler
- Swetlana Kolesnitschenko (* 1993), Synchronschwimmerin, Olympiasiegerin 2016
- Alexander Bublik (* 1997), russisch-kasachischer Tennisspieler
- Jewgeni Tjurnew (* 1997), Tennisspieler
- Danil Krugowoi (* 1998), Fußballspieler

## Städtepartnerschaften
Gattschina ist Partnerstadt von
- Espoo, Finnland
- Eskilstuna, Schweden
- Ettlingen, Deutschland